# Renaud Hardy
Renaud Hardy (1 april 1962) is een Belgische crimineel die in 2018 in een assisenzaak veroordeeld werd tot levenslange opsluiting voor moord, verkrachting en moordpogingen.

## Arrestatie
Op 16 september 2015 werd Linda Doms vermoord in Zemst, Vlaams-Brabant, maar haar lijk werd enkele dagen later pas aangetroffen door een buur. Verschillende mensen werden ondervraagd, waaronder ook Hardy, de ex-vriend van Doms. Aanvankelijk hadden de speurders geen bewijzen van de betrokkenheid van Hardy en hij werd terug vrijgelaten. Toen de speurders op een geheugenkaartje van Hardy beelden terugvonden waarop de feiten te zien zijn, werd Hardy op 21 september 2015 gearresteerd.
Tijdens zijn aanhouding opende het Mechelse gerecht opnieuw een onderzoek in oudere dossiers. Uit DNA-sporen kon er een link gelegd worden naar de moord op de 82-jarige Marie Walschaerts, die in mei 2014 gepleegd werd in Leest en aan een moordpoging in september 2014 in Bonheiden. Hij is ook de vermoedelijke dader van een aanval op de Belgische actrice Veerle Eyckermans in februari 2015, die op dat moment nabij Hardy woonde. Hij kwam ook in beeld voor de moord op een 85-jarige vrouw in Boortmeerbeek in december 2011.
Een week voor de moord op Doms, met hulp van sekshulpje Doris Corbeel, stond hij nog voor de rechter omdat hij in 2014 met een loodjesgeweer had geschoten op een voorbijganger. Naar eigen zeggen zag hij de vrouw rijden op de fiets en had hij plotseling de drang om haar pijn te doen.

## Parkinson
In 2007 stelden artsen bij Hardy de ziekte van Parkinson vast. De ziekte en de invloed ervan op zijn daden kreeg tijdens zijn proces veel aandacht. Sommige Belgische media noemen hem zelfs de "Parkinsonmoordenaar" Ook de medicatie die hij nam om de ziekte te behandelen kwam ter sprake in de media, waarbij een bekende neuroloog, Chris Van Der Linden, stelde dat hij net door die medicatie een moordenaar is geworden. Ook tijdens zijn proces werd vaak door de verdediging van Hardy de ziekte aangehaald als een verzachtende factor.

## Veroordeling
Op 9 februari 2018 startte het assisenproces. Na bijna een maand, op 8 maart 2018, werd Hardy over de volledige lijn schuldig verklaard door de volksjury Hij werd tot levenslange opsluiting veroordeeld.